# Nagari Sundata
Nagari Sundata is een bestuurslaag in het regentschap Pasaman van de provincie West-Sumatra, Indonesië. Nagari Sundata telt 8797 inwoners (volkstelling 2010).